# Le Rire

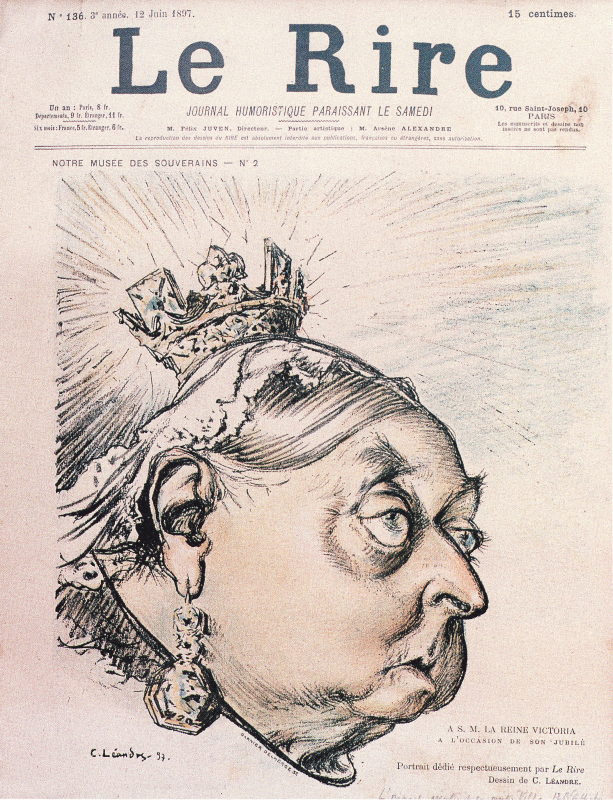
Nr 136, 12 juni 1897 med Drottning Viktoria på omslaget.

Le Rire var en fransk satirisk veckotidskrift, som utgavs mellan 1894 och 1950-talet.
Le Rire grundades i Paris 1894 av Félix Juven, vid en tid då parisarna föreföll börja bli mer kultiverade, rikare och ha mer fritid. Av alla den tidens humoristiska tidningar i Frankrike var Le Rire den mest framgångsrika.
Dreyfusaffären bröt ut 1894 och Le Rire var en av de många publikationer som utnyttjade de antirepublikanska och antisemitiska känslor som då frodades, särskilt genom karikatyrer av Léandre. 
År 1907, deltog Félix Juven med sin tidning på den första Salon des humoristes.
Under första världskriget utgavs Le Rire under namnet Le Rire Rouge. Den lades ned på 1950-talet.

## Tecknare i urval
- Théophile Steinlen
- Léonce Burret
- Leonetto Cappiello
- Caran d'Ache
- Jules Depaquit
- Fabien Fabiano
- Jean-Louis Forain
- Charles Genty
- Juan Gris
- Jules Grün
- Albert Guillaume
- Hermann-Paul
- Charles Léandre
- Lucien Métivet
- Auguste Roubille
- Henri de Toulouse-Lautrec
- Auguste Vimar
- Hermann Vogel
- Adolphe Willette

## Bildgalleri

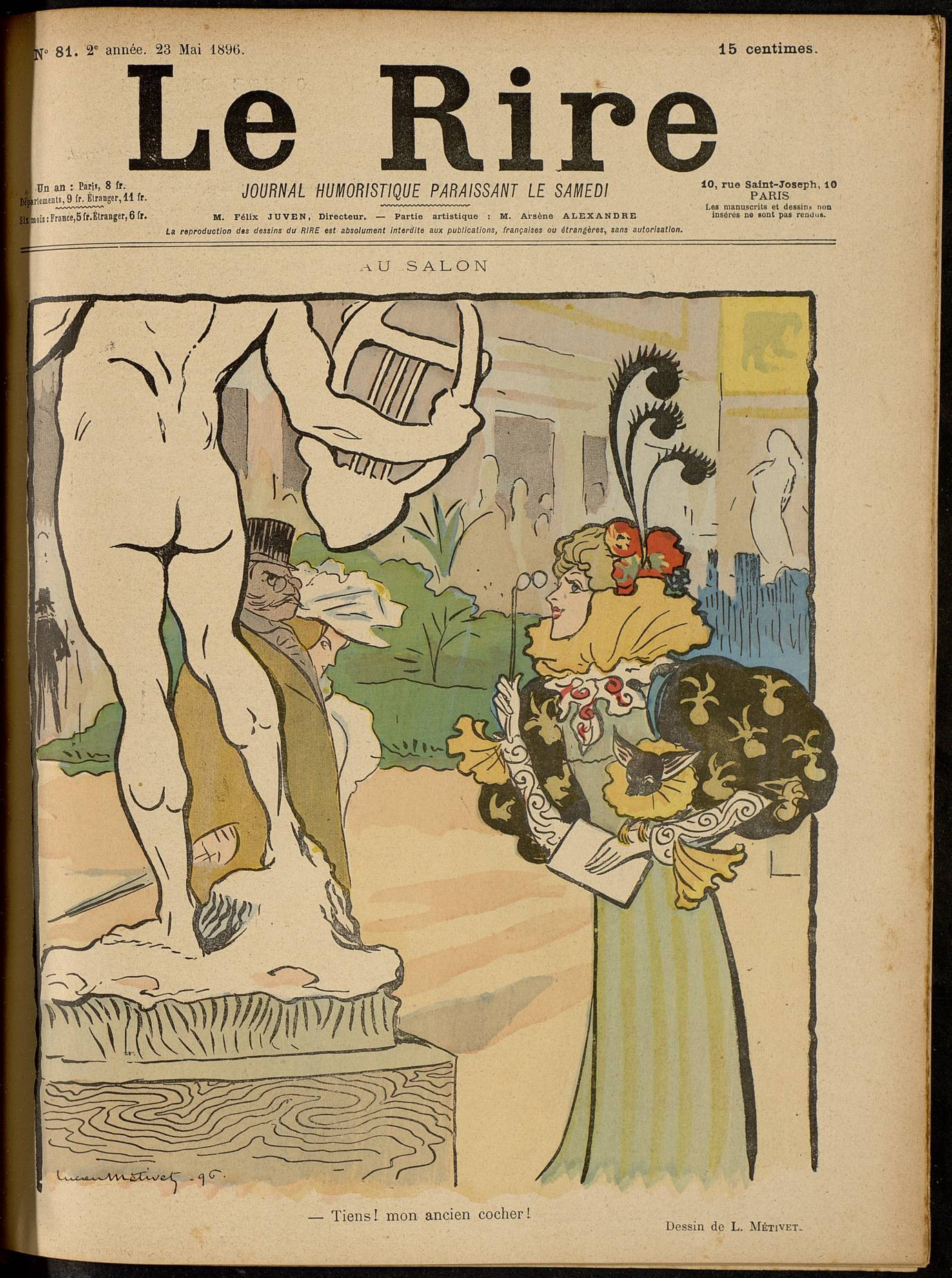
Lucien Métivet: På Salon Légende : "Ser man på! Min gamle kusk!"
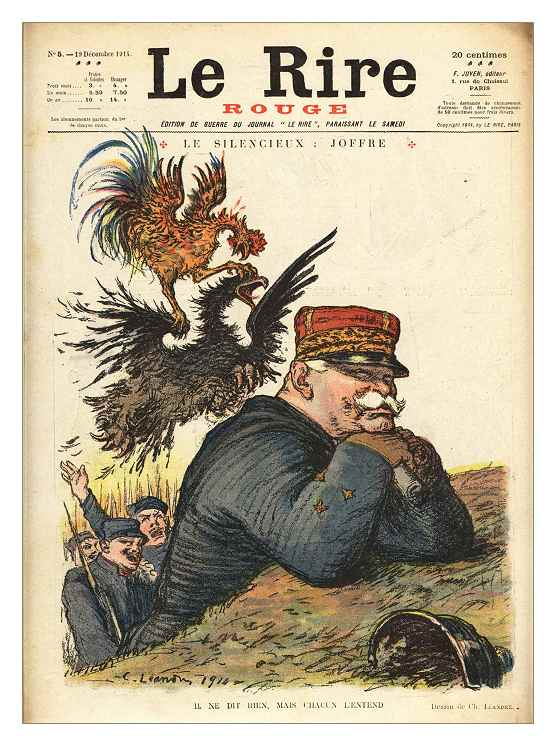
"Joffre den tyste" (Joseph Joffre)  av Charles Léandre
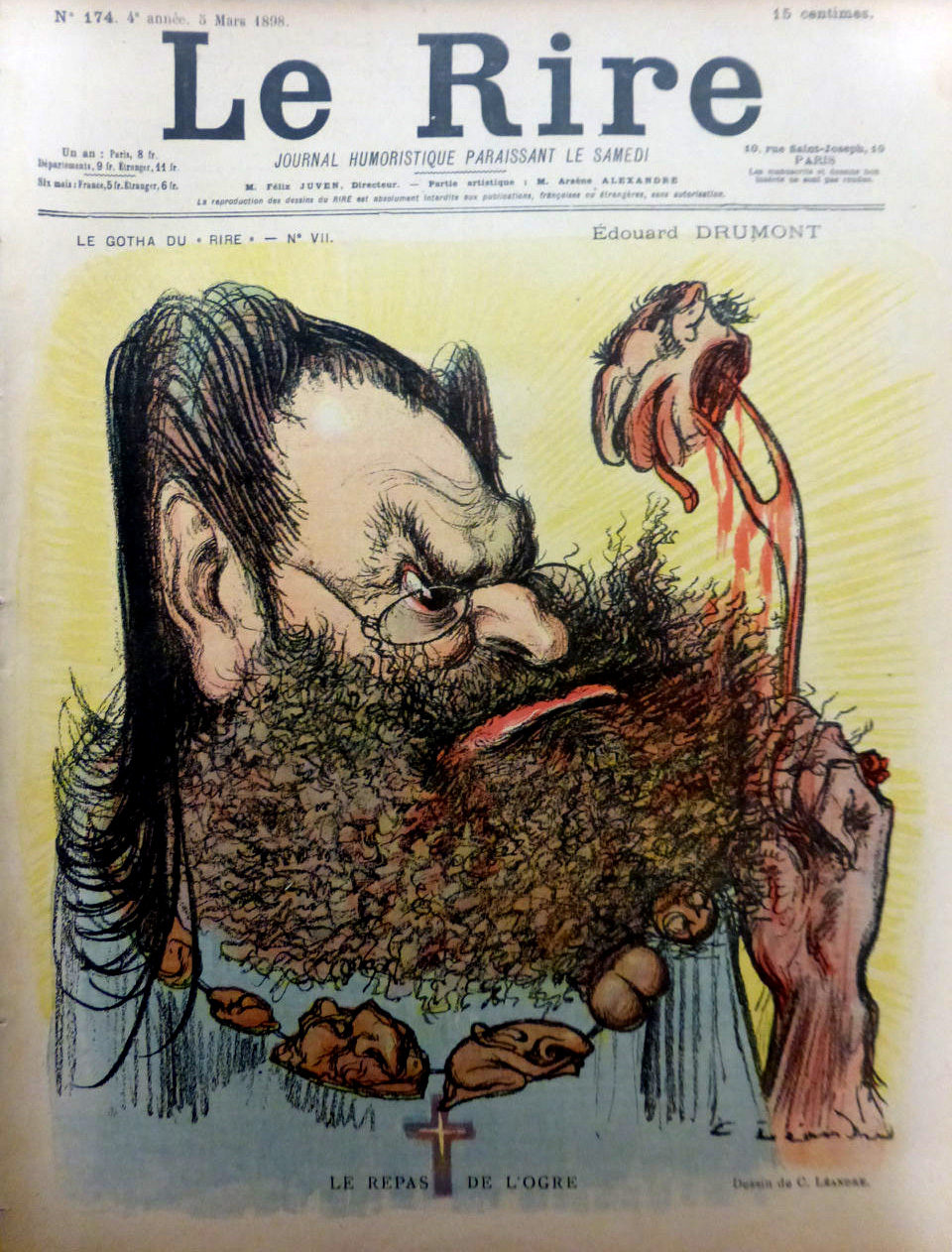
Charles Léandre: karikatyr av Édouard Drumont i samband med Dreyfusaffären, mars 1898
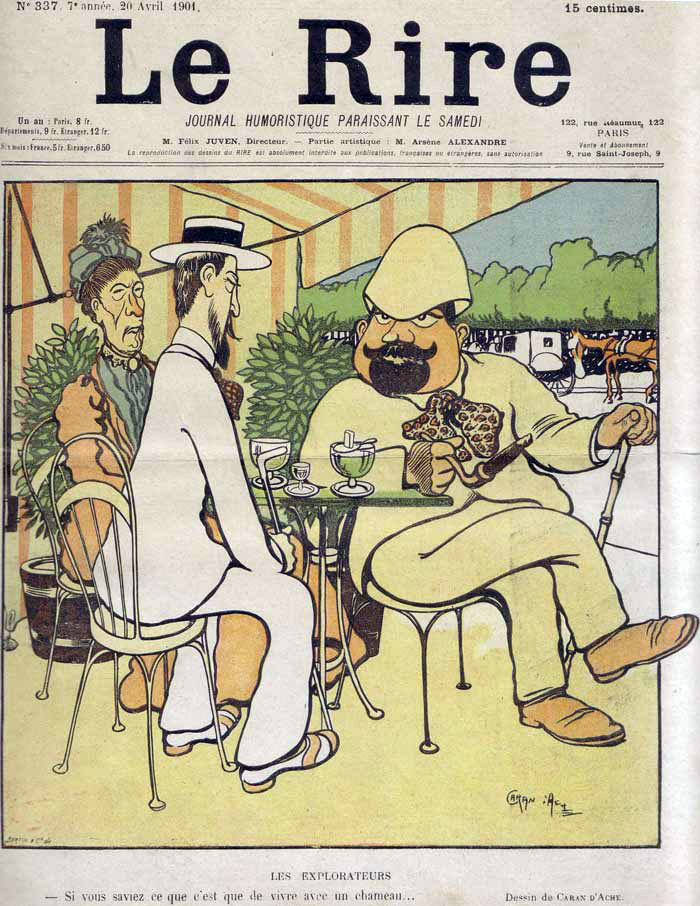
Caran d'Ache: Upptäcktsresandena  "Om ni visste hur det är att leva med en kamel", 1901
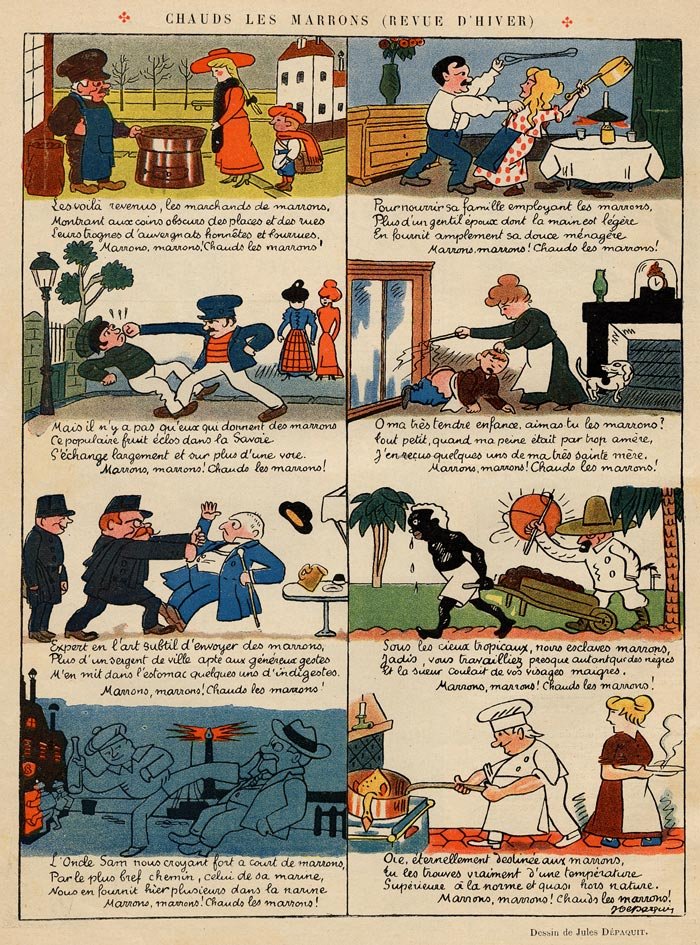
Jules Depaquit: Chauds les marrons, (Rostade kastanjer), 1911
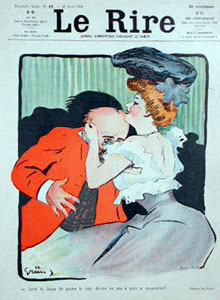
Jules Grün: Omfamningen, 1900
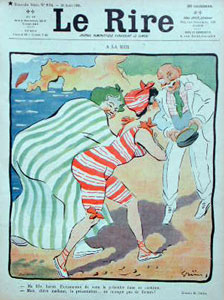
Jules Grün: Vid havet, 1900
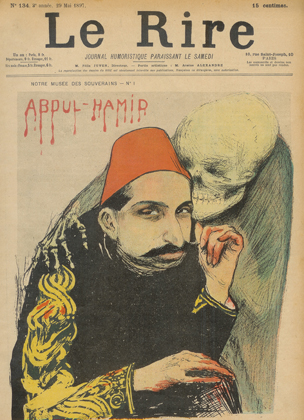
Abd ül-Hamid II, 1897